# ایکس‌ام۲۵ سی‌دی‌تی‌ای
ایکس‌ام۲۵، سامانه هدف‌گیری ضد دفاع دوربرد (CDTE), همچنین به عنوان پانیشر و سامانه انفجار هوای نیمه خودکار انفرادی شناخته می‌شود، یک نارنجک‌انداز با مهمات قابل برنامه‌ریزی مشتق شده از ایکس‌ام۲۹ OICW بود. در سال ۲۰۱۰ برای سربازانی که در جنگ در افغانستان خدمت می‌کردند، ارائه شد، پس از آن به دلیل نقص‌ها و کاهش بودجه برنامه در سال ۲۰۱۳ ورود رسمی به خدمت را که برای اوایل سال ۲۰۱۷ برنامه‌ریزی شده بود، به تعویق انداخت. در اوایل سال ۲۰۱۷، قرارداد با اوربیتال‌ای‌تی‌کی لغو شد و آینده کل برنامه را زیر سؤال برد. این برنامه به‌طور رسمی در ۲۴ ژوئیه ۲۰۱۸ پایان یافت.

## طراحی
ایکس‌ام۲۵ سی‌دی‌تی‌ای، با شلیک نارنجک‌های ۲۵میلی‌متری که به‌طور متوسط در هوا در نزدیکی هدف منفجر می‌شوند، عمل می‌کند. در این سامانه از یک مسافت‌یاب لیزری برای تعیین فاصله تا هدف استفاده می‌شود. کاربر می‌تواند به‌صورت دستی فاصله منفجر شدن را تا ۱۰ فوت (حدود ۳٫۰ متر) کوتاه‌تر یا بلندتر تنظیم کند؛ ایکس‌ام۲۵ به‌طور خودکار فاصله انفجار را به نارنجک در اتاق شلیک منتقل می‌کند. نارنجک مسافتی را که طی کرده‌است با تعداد چرخش‌های مارپیچی پس از شلیک ردیابی می‌کند، سپس در فاصله مناسب منفجر می‌شود تا یک اثر انفجار هوایی ایجاد کند. این ویژگی‌ها ایکس‌ام۲۵ را نسبت به نارنجک‌اندازهای سنتی در برخورد با اهدافی که در پشت پوشش قرار دارند یا در داخل زمین حفر شده‌اند، مؤثرتر می‌سازد.
این سامانه توسط آلاینت تک‌سیستمز (به انگلیسی: Alliant Techsystems) و هکلر و کخ (به انگلیسی: Heckler & Koch) توسعه داده شده‌است، در حالی که کنترل اکتساب/آتش توسط L-3 IOS Brashear توسعه داده شده‌است.
نارنجک‌انداز ام۲۰۳، دارای برد مؤثر برای اهداف نقطه ای ۱۵۰ متر و حداکثر برد برای اهداف منطقه ۳۵۰متر است. ایکس‌ام۲۵ دارای برد مؤثر برای اهداف نقطه ای ۶۰۰ متر و حداکثر برد برای اهداف منطقه ۷۰۰ متر است. بررسی‌ها نشان می‌دهد که ایکس‌ام۲۵ با گلوله‌های انفجاری هوایی ۳۰۰ درصد بیشتر از سایر نارنجک‌اندازهای سطح جوخه در درگیری با دشمن مؤثر است.
در سال ۲۰۱۴، ارتش ایالات متحده در حال کار بر روی گلوله انفجار هوا ۴۰میلی‌متری به نام (SAGM) (Small Arms Grenade Munitions) بود تا به پرتاب کننده‌های انفجار هوا ۴۰میلی‌متری، قابلیت‌های انفجار هوا را بدهد که به عنوان یک سامانه تکمیلی به ایکس‌ام۲۵ عمل کند.

### اَشکال

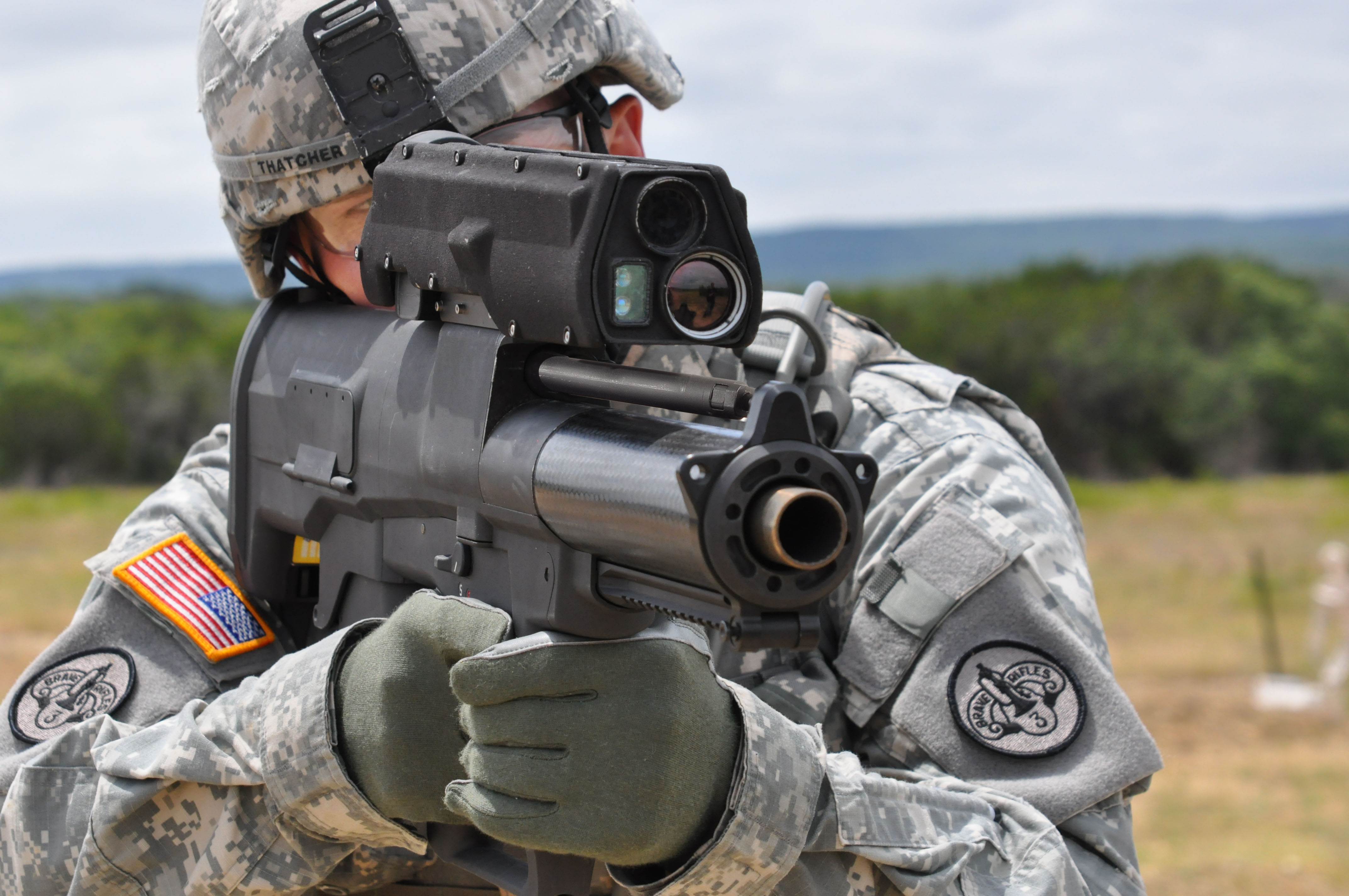
یک سرباز با یک سامانه سلاح ایکس‌ام۲۵ در مرکز آزمایش آبردین هدف‌گیری می‌کند.

در مارس ۲۰۱۳، بخش‌هایی از هنگ تکاور ۷۵ امتناع کردند که این سلاح ۱۴ پوندی (۶٫۴ کیلوگرم) را در یک حمله با خود به‌همراه ببرند، زیرا آن را بسیار سنگین و دست و پاگیر یافتند. آنها همچنین احساس کردند که موجودی بنیادی کم مهمات و ظرفیت خشاب ۲۵ میلی‌متری آن برای توجیه حذف یک کارباین ام۴ آ۱ از مأموریت کافی نیست.
اگرچه ایکس‌ام۲۵ امکان نبرد با دشمنان پنهان شده پشت پوشش‌ها را برای واحدهای پیاده‌نظام فراهم می‌کند، اما این سلاح با انتقادات متعددی روبرو شده‌است. به‌طور خاص، انتقادها به این موضوع مربوط می‌شود که سلاح ایکس‌ام۲۵ نیازمند تعویض تفنگ سربازان است و باید به‌عنوان سلاح اصلی‌شان استفاده شود که این امر باعث می‌شود که آنها قادر به انجام وظایف مورد نیاز در آموزش‌های نبردی تیمی نباشند؛ همچنین این نگرانی وجود دارد که اپراتور ظرفیت کمتری برای درگیری با اهداف در فاصله نزدیک داشته باشد و بار اصلی ۳۶ گلوله آن در درگیری‌های شلیک مستقیم خیلی سریع تخلیه شود.
علاوه بر این، منتقدان گفته‌اند که این سامانه برای یک سرباز بسیار سنگین است. یک سرباز آمریکایی مجهز به ام۴ کارباین (سلاح پیاده‌نظام اولیه نیروهای مسلح ایالات متحده)، لوازم جانبی و مهمات باید ۱۶ پوند (۷٫۳ کیلوگرم) دستگاه حمل کند. با اضافه شدن یک نارنجک‌انداز و مهمات ام۳۲۰ مجموع آن به ۳۸ پوند (۱۷ کیلوگرم) افزایش می‌یابد. سلاح ایکس‌ام۲۵ با ۳۶ گلوله به تنهایی ۳۵ پوند (۱۶ کیلوگرم) است. اگر این با نارنجک‌انداز با ام۳۲۰ جایگزین شود، این بدان معناست که پیاده‌نظام باید محموله بزرگتر ۵۱ پوند (۲۳ کیلوگرم) را حمل کند.

### مشخصات فنی
- کالیبر: نارنجک کم سرعت ۲۵ میلی‌متر × ۴۰
  - ترموباریک
  - فلکت
  - آموزش
  - گلوله انفجار شدید هوا (HEAB)
  - غیر کشنده
  - سوراخ کن زره (۵۰ میلی‌متر نفوذ زره)[۱۶]
  - درشکن
- حالت‌های شلیک انفجاری شدید هوا (HEAB):[۱۶]
  - انفجار هوا (در مقابل یا بالای نقطه هدف)
  - انفجار نقطه ای
  - انفجار نقطه ای تأخیری
  - پنجره (فراتر از نقطه هدف)
- عملکرد: نیمه اتوماتیک گازی
- وزن سامانه: ۱۴ پوند (۶٫۴ کیلوگرم)
- اکتساب هدف/کنترل آتش (ایکس‌ام۱۰۴)
  - وزن: ۲٫۵۴ پوند (۱٫۱۵ کیلوگرم)
  - ۴× دید حرارتی با زوم
  - ۲× دید نوری مستقیم
  - کامپیوتر بالستیک
  - قطب‌نما دیجیتال
  - مسافت‌یاب لیزری
  - فیوزساز مهمات
  - سنسورهای محیطی

## تاریخچه
ایکس‌ام۲۵ به عنوان شاخه ای از برنامه سلاح‌های رزمی هدفمند که در اواخر دهه ۱۹۹۰ شروع شده بود، آغاز شد. آزمایشگاه تحقیقات ارتش ایالات متحده، رهبر فنی برای مدیر برنامه سلاح‌های سربازان بود که در کار توسعه سامانه سلاح هوایی نیمه‌خودکار ایکس‌ام۲۵، ۲۵ میلیمتری شرکت کرد. این سامانه طراحی شده بود تا قابلیت سربازان انفرادی را برای شکستن اهداف در حفره بهبود دهد. ایکس‌ام۲۵ در افغانستان و با حمایت کارکنان آزمایشگاه تحقیقات ارتش که در آموزش سربازان، تمکین و ارزیابی یکپارچه‌سازی تاکتیکی ایکس‌ام۲۵ و جمع‌آوری داده‌ها برای فاز توسعه مهندسی و تولید قرار داشتند استفاده شده بود. طراحی ایکس‌ام۲۵ شامل اصلاحات سخت‌افزاری برای بهبود قابلیت اعتماد، وزن و کنترل آتش با لیزرهای بهینه‌سازی‌شده برای افزایش عملکرد برابر اهداف تا فاصله ۲۰۰۰ متری بود. اصلاحات اضافی به ارگونومی اسلحه از جمله پیکربندی صفحه قنداق، محفظه بافر پیچ عقب و بهینه‌سازی لگد پرداخته‌است.
ایکس‌ام۲۹ از ابتدا قرار بود یک سلاح جنگی انفرادی باشد که ترکیبی از تفنگ و نارنجک‌انداز انفجار هوا بود. این سلاح ۱۸ پوندی (۸٫۲ کیلوگرم) بسیار بیشتر از یک تفنگ یا نارنجک‌انداز وزن داشت. وزن نارنجک‌های ۲۰میلی‌متری این سلاح نصف وزن نارنجک‌های ۴۰میلی‌متری (۲۳۰گرم) بودند. این نارنجک‌های سبک‌تر در سرکوب دشمن یا از کار انداختن آنها مؤثر نبودند. در ماه اوت ۲۰۰۳، نقشهای ایکس‌ام۲۹ به سلاح‌های خاصی تقسیم شدند، تفنگ به عنوان ایکس‌ام۸ و قسمت انفجار هوایی OICW Increment 2 به عنوان ایکس‌ام۲۵ دنبال می‌شد.
به عنوان یک پرتابگر مستقل، هدف این بود که یک سلاح ویژه کاربردی و سلاح پشتیبانی باشد که قادر به شلیک گلوله‌های بزرگتر ۲۷۰گرمی (۹٫۵ اونس) ۲۵میلی‌متری که ۵۰درصد بیشتر و سنگین‌تر در مقایسه با نارنجک‌های آزمایشی ۲۰میلی‌متری در شعاع ۶متر (۲۰ فوت) قادر به تولید قطعات است.
در سال ۲۰۰۵، شش سلاح آزمایش‌های محدود میدانی و آزمون‌های رزمی را پشت سر گذاشتند. دو سال بعد، آنها برای آزمایش در شرایط جنگی به خارج از کشور فرستاده شدند. ایکس‌ام۲۵ قرار بود در سال ۲۰۰۸ عملیاتی شود، اما پیشنهادهای جزئی از سوی کاربران و آزمایش‌ها، عناصر طراحی را نشان داد که نیاز به اصلاح داشتند.

### اعزام به افغانستان

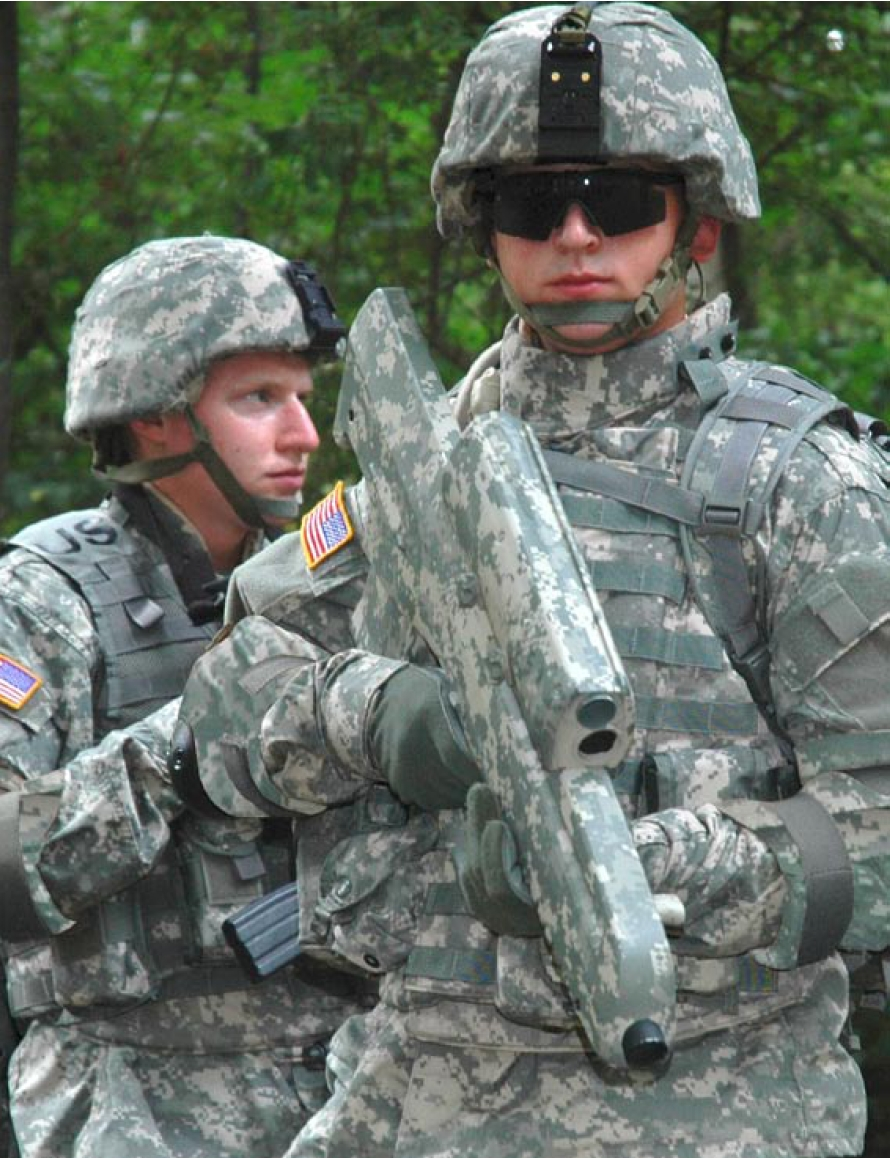
یک سرباز آمریکایی با یک ایکس‌ام-۲۵ که با الگوی استتار جهانی تزئین شده‌است

در تابستان سال ۲۰۱۰، ارتش ایالات متحده آزمایش‌های میدانی ایکس‌ام۲۵ را در افغانستان آغاز کرد و قیمت اولیه هر واحد از مدل‌های اولیه بین ۳۰٬۰۰۰ تا ۳۵٬۰۰۰ دلار بود. پنج قبضه از این سلاح در اکتبر ۲۰۱۰ به همراه ۱٬۰۰۰ گلوله هوایی دست‌ساز با لوازم پرتاب با نیروی هوایی ۱۰۱ در افغانستان مستقر شدند. سربازان گزارش دادند که این سلاح در کشتن یا خنثی کردن رزمندگان دشمن که از مواضع سرپوشیده به سوی نیروهای آمریکایی شلیک می‌کنند، بسیار مؤثر است. نیروهای ایالات متحده به این سلاح نام «مجازات‌گر» (به انگلیسی: The Punisher) دادند. اولین تماس در تاریخ ۳ دسامبر ۲۰۱۰ رخ داد. تا فوریه ۲۰۱۱، این سلاح ۵۵بار و در ۹ درگیری توسط دو واحد در مکان‌های مختلف شلیک شده بود. دو حمله شورشیان به پست‌های دیده‌بانی را مختل کرد، دو موقعیت مسلسل پی‌کا را منهدم کرد و چهار محل کمین را منهدم کرد. در یک نبرد، یک تفنگ‌دار دشمن توسط ایکس‌ام۲۵ زخمی شده بود یا آنقدر از آن ترسیده بود که تفنگ خود را انداخت و فرار کرد. واحدهای مجهز به ایکس‌ام۲۵ در این ۹ درگیری تلفاتی نداشتند. این سلاح به عنوان «انقلابی» و «تغییردهندهٔ بازی» توصیف شد. یکی از رهبران دسته اظهار داشت که درگیری‌هایی که معمولاً ۱۵ تا ۲۰ دقیقه طول می‌کشد تنها در چند دقیقه به پایان می‌رسد. آنها بدون هیچ مشکلی در تعمیر و نگهداری، عملکرد بی عیب و نقصی داشتند. سربازان آنقدر خوشحال بودند که آن را به عنوان سلاح اصلی خود بدون حمل ام۴ کارباین به عنوان ثانویه حمل می‌کردند. هیچ شکایتی در مورد وزن آن وجود نداشت، اما درخواست‌هایی برای بهبود عمر باتری و افزایش برد به ۱٬۰۰۰ متر وجود داشت. هر گلوله با هزینه‌ای حدود ۱٬۰۰۰ دلار ساخته می‌شد.
در ژانویه ۲۰۱۲، ارتش ایالات متحده ۳۶ تفنگ اضافی را سفارش داد. در تاریخ ۱۲ سپتامبر ۲۰۱۲، شرکت آلاینت تک‌سیستمز، یک تغییر قرارداد مهندسی توسعه و تولید برای ایکس‌ام۲۵، به ارزش ۱۶٫۸ میلیون دلار دریافت کرد. ATK قرار بود یکی دیگر از ارزیابی‌های عملیاتی رو به جلو ارتش ایکس‌ام۲۵ را که برای سال ۲۰۱۳ برنامه‌ریزی شده بود با مجموعه گردان ۳۶-گان (به انگلیسی: 36-gun) از نمونه‌های اولیه پیش تولید جدید پشتیبانی کند.

### شلیک اشتباه
در ۲ فوریه ۲۰۱۳، یک ایکس‌ام۲۵ در حین یک رویداد آموزشی با آتش مستقیم در پنجوای افغانستان با گروهان ۵۲ پیاده، گردان یک ۳۸ پیاده، تیپ ۴ لشکر ۲ پیاده‌نظام منفجر شد. پرایمر و پیشرانه در نتیجه تغذیه مضاعف مشتعل شدند، اگرچه مکانیسم‌های ایمنی مانع از انفجار کلاهک گلوله شدند. اسلحه پس از انفجار غیرقابل استفاده بود و سرباز زخمی شد. در پاسخ، ارتش ایکس‌ام۲۵ را از خدمت در افغانستان خارج کرد. ATK اشاره کرد که نزدیک به ۵۹۰۰ گلوله تا آن زمان شلیک شده بودند و بین این شلیک‌ها مشکلاتی به وجود آمده بودند. شلیک نادرست باعث شد که ارتش تصمیم به انتقال ایکس‌ام۲۵ به تولید کامل را به تعویق بیاندازد، تا تغییراتی در طراحی سلاح و مهمات، روش‌های عملیاتی و تکنیک‌های آموزش صورت گیرد. آزمون‌ها در مرکز آزمایش‌های آبردین ادامه یافت و توسعه‌دهندگان ۱۳۰ بهبود طراحی را در آن گنجاندند. با وجود این حادثه، بودجه پیشنهادی پنتاگون شامل ۶۹ میلیون دلار برای ۱۴۰۰ سامانه ایکس‌ام۲۵ بود. ارتش در مجموع ۱۰۸۷۶ یگان، شامل دو واحد برای هر تیم پیاده و یک واحد برای هر تیم نیروهای ویژه برنامه‌ریزی کرد.

### قطع بودجه
در ژوئن ۲۰۱۳، کمیته خدمات مسلح سنا تمام بودجه ۱۴۰۰ سامانه ایکس‌ام۲۵ که ارتش می‌خواست از بودجه سال ۲۰۱۴ خریداری کند، را حذف کرد. این نقص در ماه فوریه نگرانی‌هایی را در مورد ایمنی و کارایی این سلاح ایجاد کرد. «عملکرد نامطمئن» این سلاح منجر به کاهش بودجه و همچنین توصیه به بازنگری سامانه‌های تسلیحاتی با انفجار هوا شد.
در اوت ۲۰۱۳، ارتش اعلام کرد که ایکس‌ام۲۵ ممکن است تا اوت ۲۰۱۴ به تولید اولیه با نرخ پایین (LRIP) منتقل شود. این سلاح در مرحله توسعه مهندسی و ساخت (EMD) بود و هنوز برای عملیات نبرد آماده نبود. تا اوت ۲۰۱۴، انتظار می‌رفت که به مرحله Milestone C برسد و تولید اولیه با نرخ پایین برای ۱٬۱۰۰ سلاح و مهمات لازم آغاز شود. تولید با نرخ پایین منجر به طبقه‌بندی نوع می‌شود و در نتیجه "X" از نام آن حذف می‌شود. بهبودهایی در مورد سامانه کنترل آتش، عمر باتری، وزن و اندازه مغزی انجام شد. پیش‌بینی می‌شد ایکس‌ام۲۵ تا پایان سال ۲۰۱۵ آماده رزم شود و با تمام تیم‌های رزمی تیپ و همچنین فرماندهی عملیات ویژه ارتش، یگان‌های نیروهای ویژه و هنگ‌های تکاور وارد میدان شود. تولید خودکار باعث کاهش قیمت به ۳۵۰۰۰ دلار برای سامانه کنترل سلاح و آتش و ۵۵ دلار برای هر گلوله خواهد شد.
از اکتبر ۲۰۱۵، این سلاح در مرحله دوم آزمایش اعتبار سنجی پیمانکار قرار داشت، با یک تست صلاحیت پیش تولید (PPQT) که در بهار ۲۰۱۶ انجام می‌شد، که می‌تواند تا اوت ۲۰۱۶ به تصمیم Milestone C منجر شود. ایکس‌ام۲۵ از زمان اولین استقرار خود، با جایگزینی سامانه کنترل آتش جعبه ای ۲X (FCS) با یک FCS جمع و جورتر و کارآمدتر که بزرگنمایی ۳ برابری دارد و دقت، وزن و قابلیت اعتماد سلاح را بهبود می‌بخشد، به‌روزرسانی شده‌است. اگر نیازها برآورده شود و بودجه باقی بماند، ایکس‌ام۲۵ ممکن است در اوایل سال ۲۰۱۷ وارد بازار شود. در ۲۹ اوت ۲۰۱۶، دفتر بازرس کل وزارت دفاع گزارشی را منتشر کرد که به ارتش توصیه می‌کرد پس از بررسی نتایج آزمایش دولتی ۲۰۱۶، که قرار است در پاییز ۲۰۱۶ تکمیل شود، تصمیم بگیرد که آیا برنامه ایکس‌ام۲۵ را ادامه دهد یا لغو کند. رهبران ارتش معتقدند که این سلاح قابلیت‌های نوآورانه‌ای را برای سرباز فراهم می‌کند و نگرانی‌های ایمنی از طریق تغییرات و بهبودهای طراحی مهندسی طی ۳۰ ماه آزمایش دیگر برطرف شده‌است. اگرچه برنامه‌ریزی شده بود یک ایکس‌ام۲۵ در هر تیم پیاده‌نظام ارسال شود، محدودیت‌های مالی ممکن است این برنامه را تغییر دهد.

### دعوی قضایی
در سال ۲۰۱۷ اوربیتال‌ای‌تی‌کی از طریق دادگاه منطقه ای ایالات متحده در ناحیه مینه سوتا علیه هکلر و کخ دعوایی را برای خسارت بیش از ۲۷میلیون دلار ارائه کرد و ادعا کرد که این شرکت نتوانسته‌است ۲۰واحد نمونه از ایکس‌ام۲۵ را تحویل دهد. این پرونده همچنین درخواست انتقال حق مالکیت معنوی به اوربیتال‌ای‌تی‌کی را به منظور امکان قرارداد با یک تامین‌کننده دیگر برای تولید سامانه داشت. در این شکایت آمده بود که هکلر و کخ خواستار توضیح قانونی در مورد نقض احتمالی اعلامیه سن پترزبورگ ۱۸۶۸ بودند که «هر گونه پرتابه با وزن کمتر از ۴۰۰ گرم» حاوی مواد منفجره را ممنوع می‌کند. پس از مشورت، هکلر و کخ مقرر کردند که دولت ایالات متحده گواهینامه ویژه ای در مورد استفاده از سامانه تسلیحاتی صادر کند. دولت آمریکا چنین گواهی‌نامه‌ای صادر نکرد و مذاکرات شکست خورد. در آوریل ۲۰۱۷، ارتش قرارداد خود را با اوربیتال‌ای‌تی‌کی لغو کرد، زیرا آنها نتوانستند ۲۰ سلاح را مطابق با شرایط تحویل دهند، و آینده عملیاتی ایکس‌ام۲۵ را به خطر انداخت.
در ۲۴ ژوئیه ۲۰۱۸، ارتش پس از حل و فصل دعوی با اوربیتال‌ای‌تی‌کی که به ارتش حقوق مالکیت معنوی سلاح و مهمات را می‌داد، یادداشتی را امضا کرد که به‌طور رسمی این برنامه را خاتمه داد.

### وضعیت برنامه
- آوریل ۲۰۰۵ - نمونه‌های اولیه برای آزمایش میدانی به ارتش ایالات متحده تحویل داده شد.[۳۰]
- سپتامبر ۲۰۰۵ - شلیک آزمایشی توسط نیروهای عادی در منطقه آموزشی گرافن‌وهر.[۳۱]
- نوامبر ۲۰۱۰ - استقرار مقدماتی در افغانستان.[۳۲]
- ۳ دسامبر ۲۰۱۰ - اولین تماس.[۲۰]
- ۱۲ سپتامبر ۲۰۱۲ - قرارداد EMD.[۲۱]
- ۲ فوریه ۲۰۱۳ - شلیک ناقص در جریان یک رویداد زنده، ایکس‌ام۲۵ از میدان در افغانستان حذف شد.[۲۲]
- ژوئن ۲۰۱۳ - کاهش بودجه برای ایکس‌ام۲۵.[۲۴]
- اوت ۲۰۱۶ - گزارش بازرس کل پنتاگون خواستار تصمیم نهایی در مورد استفاده یا لغو ایکس‌ام۲۵ شد.[۱۴]
- آوریل ۲۰۱۷ - ارتش قرارداد ایکس‌ام۲۵ را با اوربیتال‌ای‌تی‌کی لغو کرد.[۹]
- ژوئیه ۲۰۱۸ - ارتش رسما ایکس‌ام۲۵ را خاتمه داد.[۱۰]